# Mark Williams (sznúkerjátékos)
Mark James Williams (Cwm, Wales, 1975. március 21. –) walesi profi snookerjátékos, háromszoros világbajnok (2000, 2003, 2018).

## Karrierje
1992-től profi, karrierje során három teljes szezon folyamán volt világelső. Ő volt az első balkezes játékos, aki világbajnok tudott lenni 2000-ben. 2003-ban megszerezte második világbajnoki címét, majd 15 év elteltével, 2018-ban a harmadikat is, miután legyőzte John Higginst a döntőben. Korábban egyetlen játékos sem tudott 18 évvel az első világbajnoki címe után újból diadalmaskodni.
Williams 2018-ig összesen 21 pontszerző tornát nyert meg, a három világbajnokságon túl többek között két UK Championship és két Masters győzelme is van. A 2002/2003-as során megszerezte az ún. "Tripla Koronát", azaz a három legrangosabb pontszerző versenyt is meg tudta nyerni: a UK Championshipet, a Masterst és a világbajnokságot. Steve Davis és Stephen Hendry után ő lett a harmadik játékos akinek ez sikerült. Karrierje során két hivatalos maximumot (147-et) lökött, százas breakjeinek száma 400 fölött jár.

## Magánélete
Beceneve "The Welsh Potting Machine". Nős, felesége Joanne Dent, három fiúgyermekük van. Felesége betegsége miatt Williams kis híján abbahagyta profi pályafutását 2017-ben.

## Fordítás
- Ez a szócikk részben vagy egészben  a   Mark Williams (snooker player) című angol Wikipédia-szócikk ezen változatának fordításán alapul.  Az eredeti cikk szerkesztőit annak laptörténete sorolja fel. Ez a jelzés csupán a megfogalmazás eredetét és a szerzői jogokat jelzi, nem szolgál a cikkben szereplő információk forrásmegjelöléseként.